# Frank Laidlaw
Pour les articles homonymes, voir Laidlaw.
Pas d'image ? Cliquez ici

a Compétitions nationales et continentales officielles uniquement.

b Matchs officiels uniquement.
Dernière mise à jour le 3 décembre 2024.
Francis Andrew Linden Laidlaw dit Frank Laidlaw, né le 20 septembre 1940 à Hawick et mort le 31 mars 2025, est un joueur écossais de rugby à XV évoluant au poste de talonneur.

## Biographie
Frank Laidlaw joue pour l'équipe d'Écosse et les Lions britanniques et irlandais.

## Statistiques

### En équipe nationale
- 32 sélections
- Sélections par années : 5 en 1965, 5 en 1966, 5 en 1967, 4 en 1968, 5 en 1969, 5 en 1970, 5 en 1971.
- Tournois des Cinq Nations disputés : 1965, 1966, 1967, 1968, 1969, 1970, 1971.

### Avec les Lions  britanniques
- 2 sélections